# 도요스역
도요스역(일본어: 豊洲駅, とよすえき)은 일본 도쿄도 고토구에 있는 철도역이다.

## 타는 곳

### 도쿄 지하철
| 1 | ○ 유라쿠초 선 | 신키바 방면                                                  |
| 2 | ○ 유라쿠초 선 | 나가타초・이케부쿠로・와코 시・가와고에・한노・혼아쓰기 방면 |

### 유리카모메
역 안내 음성: 호시 소이치로
| 1・2 | ■ 유리카모메 | 아리아케역・아오미・다이바・신바시 방면 |

## 역사
- 1988년 6월 8일: 유라쿠초 선의 역이 영업 개시.
- 2006년 3월 27일: 유리카모메의 역이 영업 개시, 환승역이 됨.

## 사진

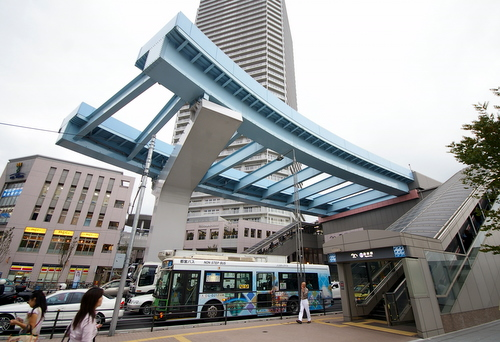
유리카모메의 도요스 역 외관

## 인접역
| 도쿄 메트로 8호선                  | 도쿄 메트로 8호선 | 도쿄 메트로 8호선      |
| ---------------------------------- | ----------------- | ---------------------- |
| Y21 쓰키시마 와코시 방면           | 유라쿠초 선       | Y23 다쓰미 신키바 방면 |
| 유리카모메 도쿄 임해 신교통 임해선 |                   |                        |
| U15 신토요스 신바시 방면           | 유리카모메        | 시·종착역              |